# Bajanda
Bajanda és un poble del terme comunal d'Estavar, de l'Alta Cerdanya, a la Catalunya del Nord.
Es troba a 1.293 m d'altitud, a la zona central - oriental del terme comunal al qual pertany, a prop a llevant del poble d'Estavar, cap comunal. És a la dreta del Torrent de la Menua, just al lloc on es forma aquest curs d'aigua per la unió del Rec de l'Avenosa i el Rec dels Bacs.

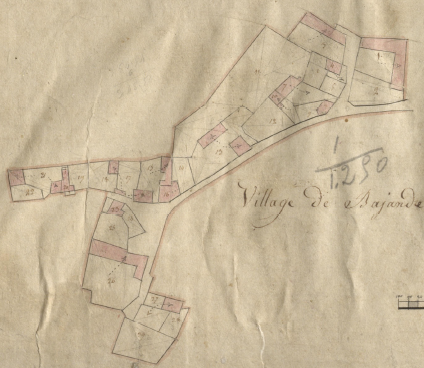
Bajanda en el Cadastre Napoleònic del 1812 (Arxius Departamentals dels Pirineus Orientals)

És una petita agrupació de cases distribuïdes en mitja dotzena de carrers de poca llargària, amb l'església de Sant Bartomeu de Bajanda, una construcció romànica d'una sola nau del segle xi, situada a l'extrem nord-est del nucli de població. Es troba, amb el cementiri al seu voltant, un xic separada a ponent de la població.
Discorre pel bell mig de la població l'antiga Strata Ceretana. El sobrenom dels habitants de Bajanda és toca-sons.

## Etimologia
Segons explica Joan Coromines, Bajanda és un altre dels molts topònims d'origen iberobasc existents a la Cerdanya. És format a partir de la metàtesi de meià-bide (estret camí), en referència al camí que resseguia el Rec de l'Angust.
Les formes antigues documentades d'aquest topònim són Baiamide (abans del 839), Baianida (819/839 o 1016/1024, a l'Acta de consagració de l'església de la Seu d'Urgell), Bayande (segle XIII), Bayanda (1359).

## Geologia i relleu

### Hidrograpfia
Cursos d'aigua:
- Torrent de la Menua
- Rec de l'Angust
- Rec dels Bacs